# Haastia pulvinaris
Haastia pulvinaris là một loài thực vật có hoa trong họ Cúc. Loài này được Hook.f. mô tả khoa học đầu tiên năm 1864.